# Corucia zebrata
Genre
Espèce
Statut CITES

## Description de l'espèce
Corucia zebrata est une espèce monotypique qui fut décrite en 1855 par Gray.
Son nom vient du latin coruscus qui signifie « chatoyant, scintillant » en référence à l’aspect quelque peu métallique de l’écaillure et zebrata qui signifie « zébré » comme beaucoup d’individus le sont.
Il fait partie de la famille des scincidae qui est la plus vaste de la classe des sauriens (plus de 1 700 espèces soit environ 25% du nombre total d’espèces de lézards décrites).
À ce jour, deux sous-espèces sont officiellement décrites :
Corucia zebrata zebrata (Gray, 1855)
Corucia zebrata alfredschmidti (Kohler, 1997)
Les deux sont inscrites en annexes II/B de la CITES (1992) et du règlement européen (1997) et les importations au sein de l’UE sont désormais interdites. 
L’espèce est classée NT (near threatened) sur la liste rouge de l’UICN avec un besoin identifié de mettre à jour les données disponibles afin de mieux prendre en compte les menaces pesant sur l’espèce.
La taille du Corucia varie de 60 à 80 cm environ pour un poids généralement entre 600 et 800g. Contrairement aux autres espèces de scinques qui sont généralement des espèces terrestres ou semi-fouisseuses de petite taille, les Corucia sont totalement arboricoles et de mœurs crépusculaires et nocturnes.
Le corps est allongé et l’écaillure lisse. La queue, préhensile, est cylindrique et très musclée. Elle représente environ la moitié de la longueur totale du lézard et sert de cinquième membre lors de ses déplacements. Elle ne peut être sectionnée par autotomie.
La tête est caractéristique du genre, très démarquée du corps et massive avec de grandes écailles donnant un aspect si particulier à ce lézard. La pupille est ronde et l’espèce présente de larges mandibules. Leur morsure est puissante et réputée douloureuse.
Leurs membres sont très bien développés et leurs griffes acérées s’agrippent fortement aux branches. D’ailleurs, l’écaillure du dessous de l’extrémité des pattes est d’une texture « duveteuse » pour mieux accrocher à l’écorce des arbres.
En captivité, il semble que leur longévité puisse dépasser 40 ans.

## Répartition
Cette espèce est endémique à l'archipel des Salomon. Elle se rencontre dans l'État des Salomon et dans l'île Bougainville en Papouasie-Nouvelle-Guinée. Cet archipel est constitué d’environ 1 000 îles étendues sur 1 500 km d’est en ouest. 
Le sous-espèce Corucia zebrata zebrata est présente notamment sur les îles de Choiseul, Guadalcanal, Malaita, New Georgia, Nggela, Santa Ana, Santa Cristobal, Santa Isabel, Shortlands et Uki.
La sous-espèce Corucia zebrata alfredschmidti vit notamment sur les îles de Bougainville et Buka qui font partie de la Papouasie-Nouvelle-Guinée en Indonésie même si géographiquement, elle fait partie des îles Salomon.

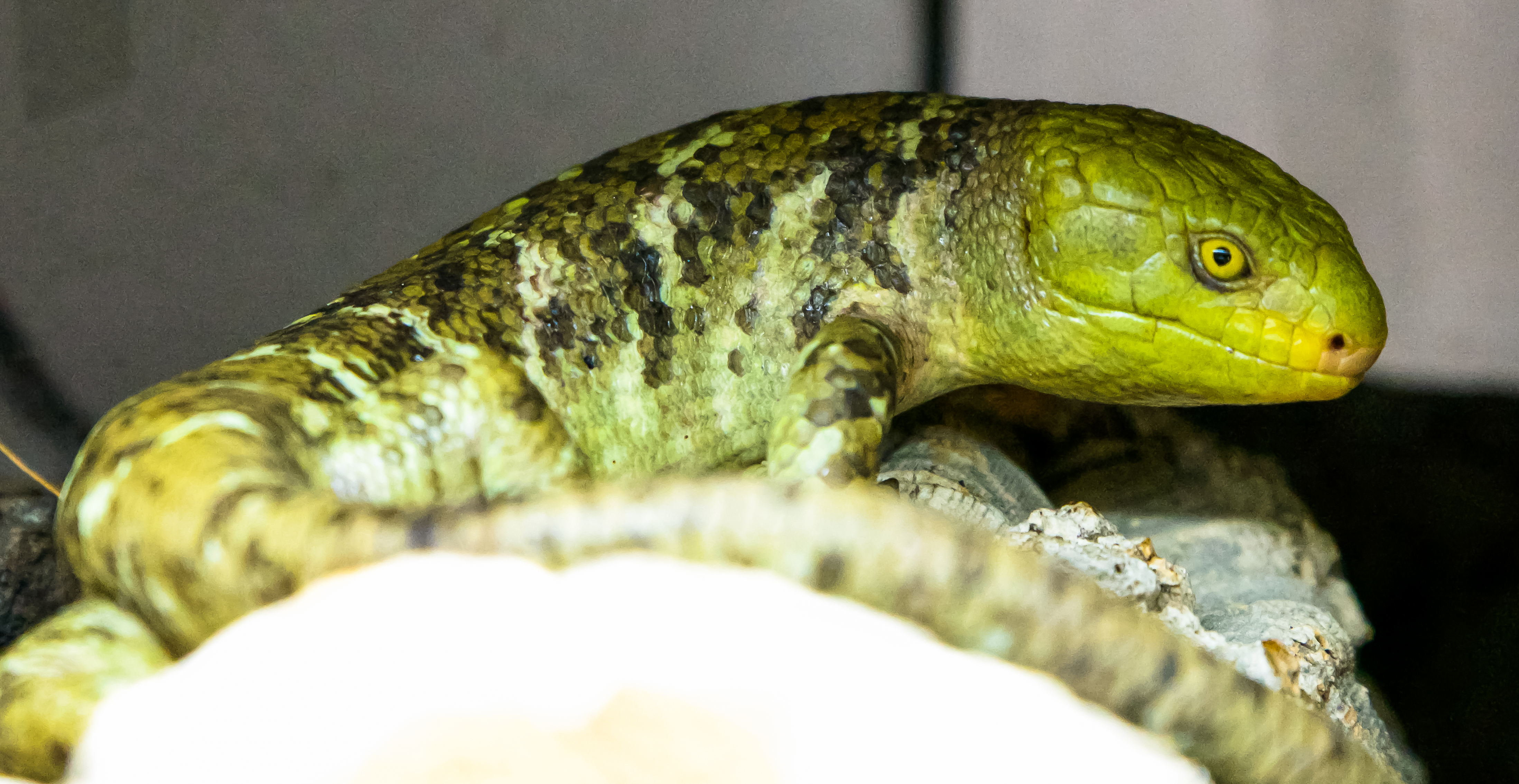
Corucia zebrata alfredschmidti.

## Comportement

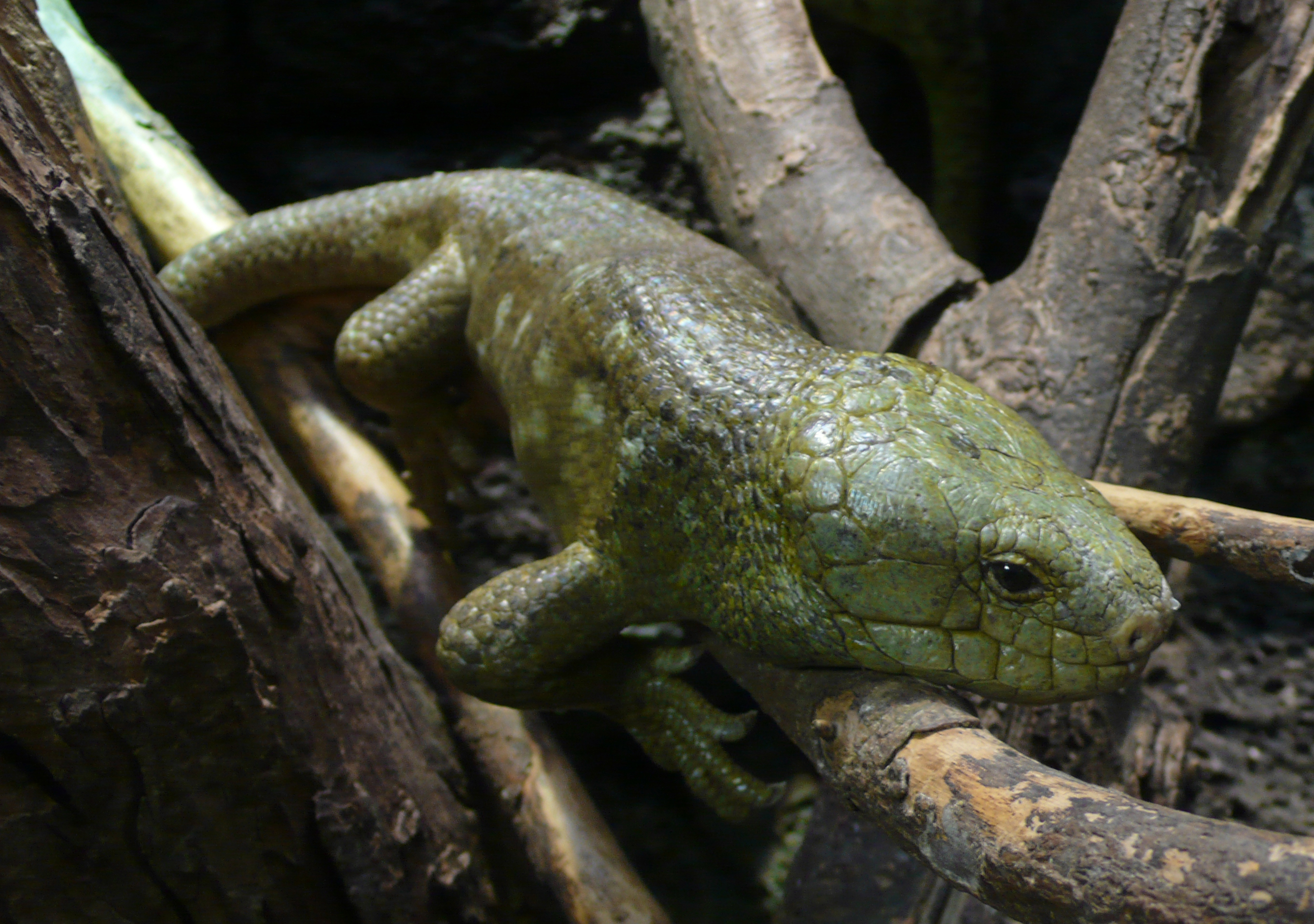

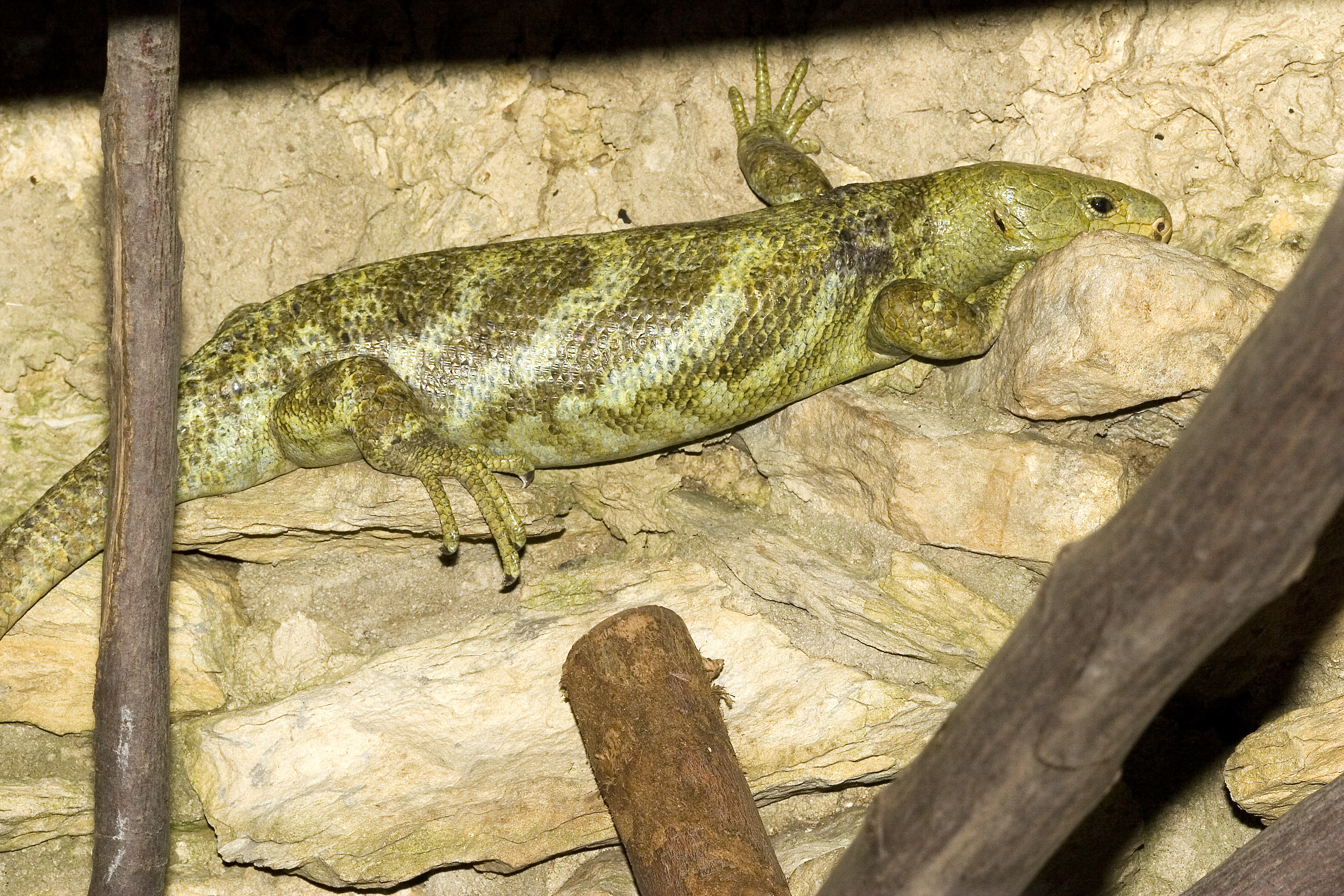

La particularité la plus notable de l’espèce est le fait de vivre en groupe appelé circulus composé d’un mâle dominant et plusieurs femelles. Le groupe semble vivre sur un périmètre restreint, potentiellement dans un seul arbre. 

## Reproduction
La maturité sexuelle intervient vers 3/4 ans en fonction du sexe et de la croissance.
Les accouplements peuvent s’étaler tout au long de l’année. 
Ce sont des ovovivipares. La gestation dure environ six à huit mois, et la plupart du temps la femelle donne naissance à un seul petit rarement deux qui sort déjà formé. Les petits mesurent de 30 à 37 cm et pèsent de 80 à 175 g selon la sous-espèce.
Les petits sont protégés par tout le groupe et s'en détachent en général au bout d'un an, même s'il y a des exemples de présence plus longue.

## Elevage en captivité
Corucia zebrata zebrata est la sous-espèce que l’on retrouve le plus souvent en captivité.
Certains.es éleveurs.euses distinguent plusieurs localités présentant des distinctions phénotypiques comme la couleur des yeux et de l’écaillure ou le patron. Très peu de lignées captives ont une origine géographique certaine et il est donc extrêmement délicat d’affirmer la localité d’un individu. En effet, les importateurs n’ayant presque jamais eu connaissance de l’origine géographique des individus, de très nombreux croisements de localités ont eu lieu et ce, même entre les deux sous-espèces officiellement décrites. Il convient donc d’être prudent quant à l’identification d’un Corucia, d’autant que les éleveurs sont souvent enclins à vouloir se faire une image stéréotypée et simplifiée d’une localité alors qu’au sein d’une même île, les individus présentent des phénotypes très variés. 
De ce fait, de nombreux éleveurs ne se préoccupent pas des localités/ morphotypes lors de la constitution de couples/ groupes.
À l’avenir, la taxinomie du genre devrait certainement évoluer vers la description de plusieurs sous-espèces voire d’espèces distinctes.
En terrariophilie, on identifie régulièrement les trois localités suivantes au sein de la sous-espèce nominale : Guadalcanal, Malaita et Santa Isabel.
La sous-espèce Corucia zebrata alfredschmidti présente souvent des yeux d’un jaune brillant, une tête vert pomme à jaune et des tons vert avec des bandes claires sur le corps. L’écaillure du dessus du crâne est également différente, elle comprend plus d’écailles, généralement 7 au lieu de 5 pour la sous-espèce nominale.
En captivité, c’est un lézard qui doit absolument être maintenu au moins en couple du fait de ses mœurs grégaires. Pour constituer un couple, une possibilité est de tenter « d’associer » deux individus assez jeunes, non sexuellement matures. La rencontre doit avoir lieu dans un environnement « neutre » et sous grande surveillance. En amont de l’installation dans le nouveau terrarium communautaire, il est souhaitable de tenter des mises en présence (brefs contacts visuels puis plus rapprochés, etc.) hors de leur terrarium respectif.
Deux mâles ne peuvent pas cohabiter dans le même terrarium sous peine de combattants très violents pouvant aboutir à la mort d’un des deux individus.
Parfois, plusieurs essais sont nécessaires pour former un couple/groupe (ou deux femelles) aux relations harmonieuses. 
Vu les mœurs arboricoles de l’espèce, le terrarium doit logiquement disposer de nombreuses branches et cachettes en hauteur mais il peut être plus long que haut.
Certains éleveurs maintiennent leurs couples dans des terrariums de taille assez modeste comparativement à leur taille et cela ne semble pas poser de problèmes particuliers, l’espèce étant assez peu active.
Le substrat peut être composé de tourbe blonde mélangée à des éclats de coco par exemple. Une bonne épaisseur (environ 15 cm) permet aux lézards de s’y enfouir s’ils en ont l’envie. Les trois parois verticales du terrarium sont recouvertes de plaque de liège de 2cm afin de proposer aux lézards des surfaces d’explorations supplémentaires. Cela participe également à l’isolation thermique du terrarium.
Celui-ci doit présenter des branches et cachettes au sol, à mi-hauteur et en partie haute. Chaque Corucia du terrarium doit pouvoir se cacher à la température souhaitée tout au long de la journée et de la nuit.
Il n’est pas rare de les voir s’exposer aux UV, d’où la nécessité de leur en proposer. Le point chaud (environ 32/35°c) peut-être assuré par un spot halogène de 35 ou 50W. Si nécessaire, un tapis ou une lampe chauffante assure la température ambiante minimale qui se situe entre 23 et 28 °C le jour et environ 22/24 °c la nuit. Une température nocturne peut descendre à 20 °C sans conséquence néfaste pour l'animal.
Pour l’hygrométrie, une pulvérisation manuellement une par jour (midi ou fin d’après-midi) est suffisante. Une gamelle d’eau de petite taille est proposée en hauteur ainsi qu’une plus grande au sol pour permettre aux lézards de s’immerger. L’eau est changée quotidiennement ou, a minima, tous les deux jours.
Les Corucia sont des lézards herbivores. En captivité, leur alimentation est constituée des feuilles, légumes et fruits (10 à 20% du régime). Comme toujours avec les lézards herbivores, on veille à proposer des végétaux riches en calcium comme divers fanes, choux, cresson, blettes, etc. Tous raffolent des haricots verts. Parmi les fruits, le kiwi est très apprécié. Je saupoudre quasiment chaque repas de calcium et environ une fois par semaine de vitamines. Juvéniles comme adultes sont nourris le soir, et ce quotidiennement.
C’est un point très important pour la bonne santé de ce lézard. Un jour de jeûne est pratiqué à l’occasion.
Le célèbre pothos, Epipremnum aureum, est une plante que les Corucia consomment in situ mais qui ne tient pas longtemps en terrarium car les lézards peuvent ruiner un pied conséquent en quelques jours à peine. Je leur donne du pothos en bonus de temps à autre. Comme nous ne savons pas dans quelle proportion les Corucia le consomme dans leur milieu naturel, je reste assez prudent avec cet aliment. La gamelle contenant la nourriture est placée en hauteur lorsque c’est possible.
Les feuilles du mûrier platane (Morus bobycis) sont très appréciées tout comme les feuilles et fleurs de l’althéa (Hibiscus syriacus). Certains individus mangent également les feuilles et fleurs de pissenlits.
Lors de l’accouplement qui peut être assez violent, le mâle saisit la femelle au niveau de la nuque ou du dos et l’acte peut durer plusieurs dizaines de minutes. On observe les parades plusieurs jours d’affiler jusqu’à ce que la femelle ne se laisse plus faire. Vient ensuite l’ovulation où l’abdomen de la femelle est très gonflé comme chez beaucoup d’espèces ovovivipares.
Durant la gestation, la femelle a tendance à s’exposer un peu plus aux UV et à la chaleur. En dehors de cela, difficile de remarquer la grossesse puisque la morphologie de la femelle ne se trouve pas systématiquement transformée avant un stade avancé de la gestation.
Généralement, le bébé est expulsé le soir et au sol. Une fois né, il mangera son sac vitellin et dans les jours suivants, il mangera les excréments des parents afin d’ensemencer sa flore intestinale avant d’adopter très rapidement le régime alimentaire des adultes. Il arrive que la femelle mette au monde deux bébés mais cela reste plutôt rare. De même, une femelle peut « sauter » une saison de reproduction si elle en ressent le besoin. Le nouveau-né pèse autour de 100g, plus ou moins en fonction de différents facteurs.
Il est parfois nécessaire de séparer le mâle de la femelle quelque temps lorsque celui-ci se montre trop insistant pour s’accoupler de nouveau afin que la femelle puisse retrouver son poids de forme avant une nouvelle gestation. La plupart du temps, une femelle dans la force de l’âge est capable d’être de nouveau fécondée peu de temps après la mise bas.
Après une naissance, le comportement des adultes et surtout de la mère changera. Ils se montreront protecteurs et défendront le/les juvéniles en « chargeant » tout ce qui bouge dès l’ouverture du terrarium.
Au fil des mois, la pression redescendra et le bébé se fera de moins en moins farouche.

## Liste des sous-espèces
Selon The Reptile Database (23 janvier 2014) :
- Corucia zebrata alfredschmidti Köhler, 1997 qui est connue de l'île Bougainville,
- Corucia zebrata zebrata Gray, 1855 qui est plus grande et se distingue par des yeux plus sombres, elle est connue sous trois formes Isabel, Mailaita et Guadalcanal.

## Publications originales
- Gray, 1856 "1855" : New genus of fish-scaled lizards (Scissosarae) from New Guinea. Annals and Magazine of Natural History, sér. 2, vol. 18, p. 345-346 (texte intégral).
- Köhler, 1997 : Eine neue Unterart des Wickelschwanzskinkes Corucia zebrata von Bougainville, Papua-Neuguinea. Salamandra, vol. 33, no 1, p. 61-68.